# Kalevi spordiplats
Kalevi spordiplats – nieistniejący już stadion sportowy w Tallinnie, stolicy Estonii. W latach 1923–1925 siedem spotkań towarzyskich rozegrała na nim piłkarska reprezentacja Estonii. Obecnie po dawnym obiekcie nie ma już jednak żadnego śladu.